# Tōkai-ji
Le Tōkai-ji  (東海寺), anciennement appelé Kōryūzan Fuse Benten Tōkai-ji  (紅龍山布施弁天東海寺), est un temple bouddhiste de la secte Shingon-shu Buzan-ha, situé dans la ville de Kashiwa (préfecture de Chiba) au Japon. Il aurait été fondé par Kūkai en 807. Il est consacré au culte de la déesse Benzaiten.

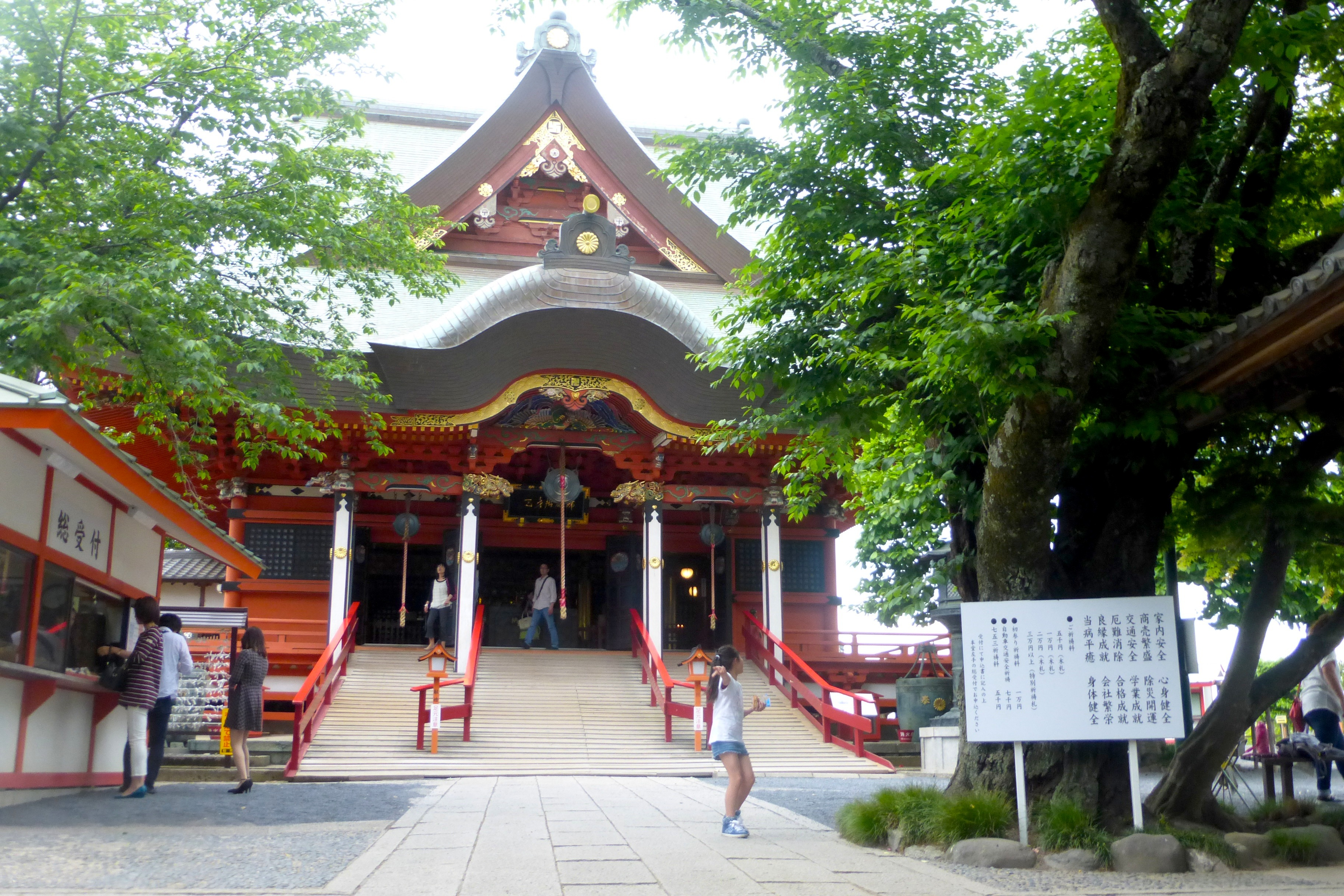
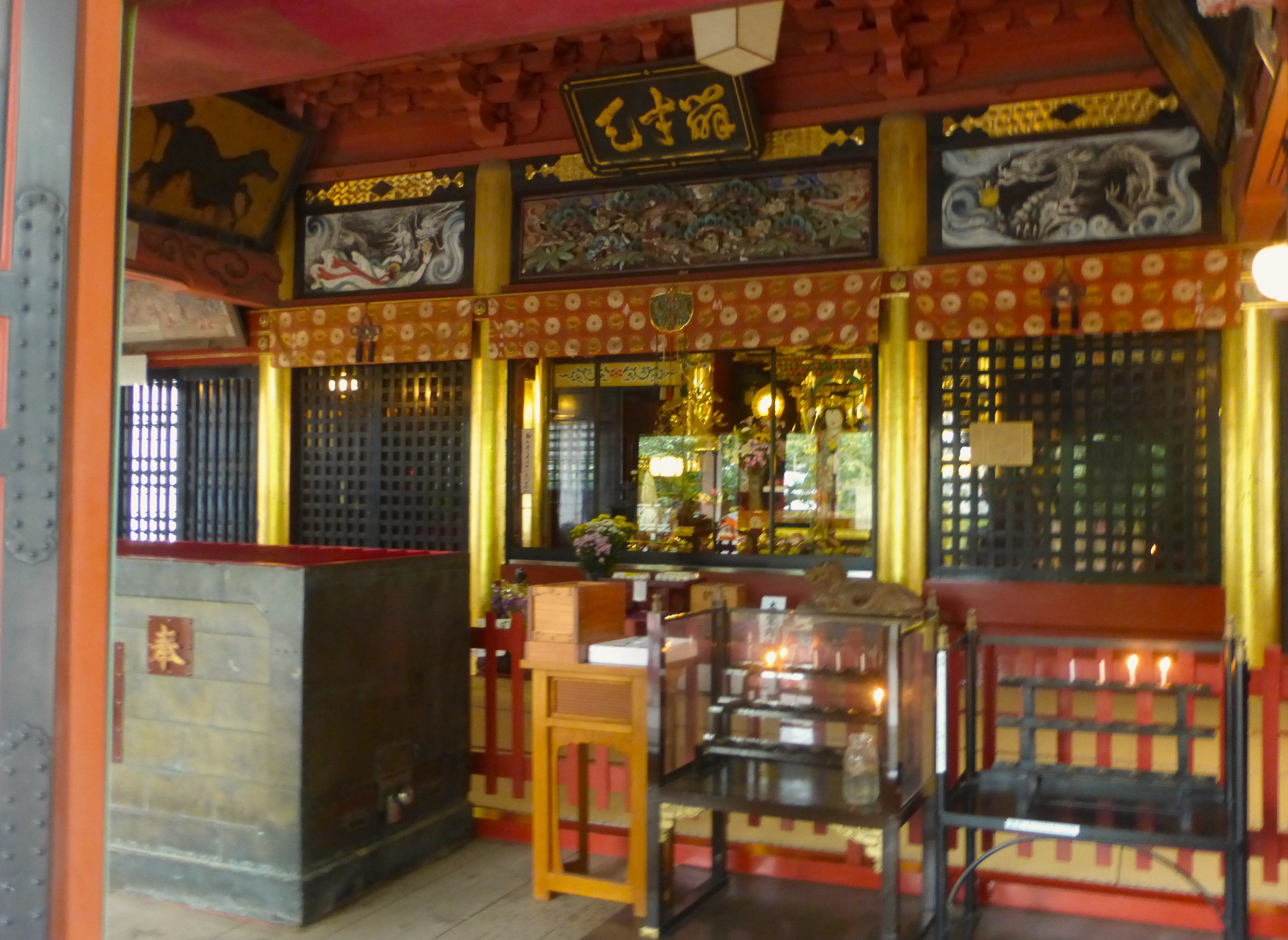
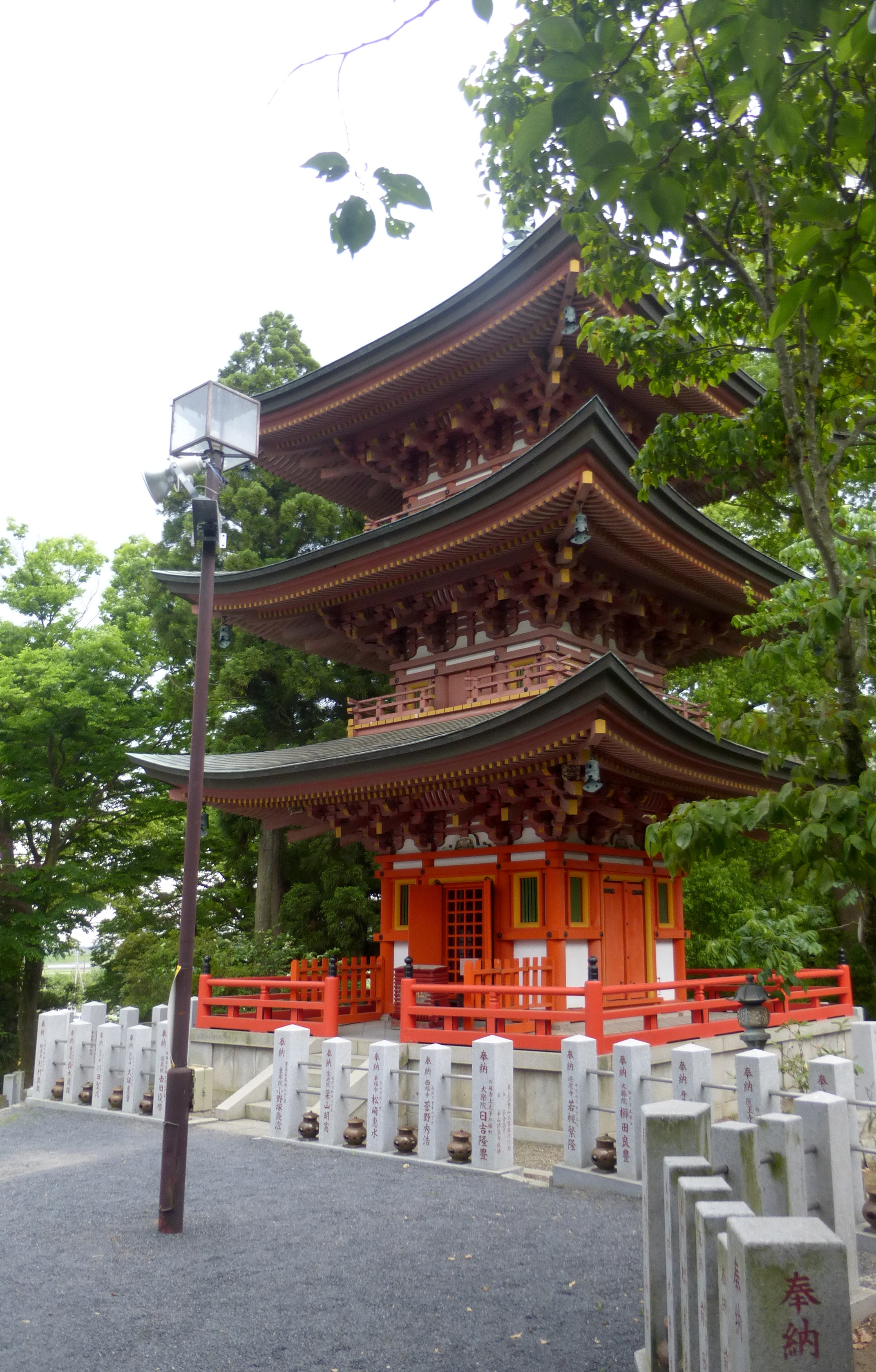
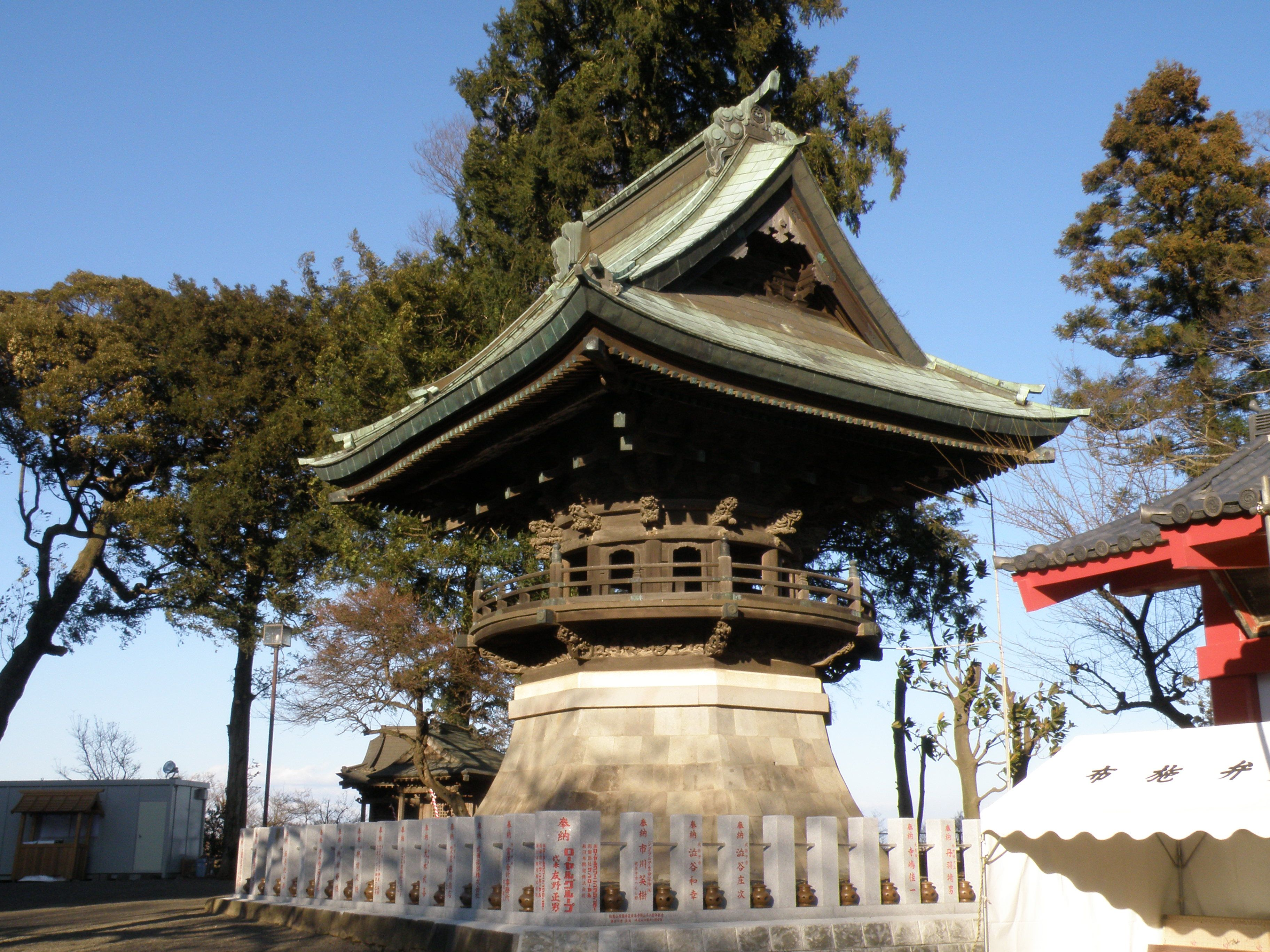

(ja) Site officiel